# Elizabeth Coatsworth
Elizabeth Jane Coatsworth (* 31. Mai 1893 in Buffalo; † 31. August 1986) war eine US-amerikanische Schriftstellerin.
Coatsworth wurde schon in frühester Kindheit von ihren Eltern auf ausgedehnte Reisen mitgenommen. Sie lernte im Alter von fünf Jahren die Alpen und die ägyptische Wüste kennen und sah zwölfjährig die Ruinen aztekischer Bauwerke in Mexiko. Bis zum achtzehnten Lebensjahr besuchte sie das Buffalo Seminary, danach das Vassar College, das sie 1915 mit dem Grad eines Bachelor abschloss. An der Columbia University erhielt sie 1916 den Mastergrad. Mit ihrer Mutter (der Vater war 1912 verstorben) unternahm sie um diese Zeit eine anderthalbjährige Reise durch China, Korea, Japan und Indonesien, bei der sie buddhistische Klöster und Tempel besuchte.
In den 1920er Jahren begann Coatsworth ihre schriftstellerische Laufbahn als Autorin von Kinderbüchern mit The Cat and the Captain. 1929 heiratete sie im Alter von 36 Jahren Henry Beston, einen Autor naturhistorischer Werke, mit dem sie zwei Töchter bekam. Die Familie lebte im Wechsel in einem alten Haus in Hingham, Massachusetts, und auf der „Chimney Farm“ in Maine. Insgesamt veröffentlichte Coatsworth im Verlauf ihre über fünfzigjährigen Laufbahn als Schriftstellerin mehr als 100 Bücher, neben Bilderbüchern, Kinder- und Jugendbüchern auch Gedichtbände, Kurzerzählungen, Romane und autobiographische Werke.

## Werke
- Die Sally-Romane:
  - Away Goes Sally, 1934
  - Five Bushel Farm, 1939
  - The Fair American, 1940
  - The White Horse, 1942
  - The Wonderful Day, 1946
- The Incredible Tales:
  - The Enchanted, 1951
  - Silky: An Incredible Tale, 1953
  - Mountain Bride: An Incredible Tale, 1954
  - The White Room, 1958
- The Cat Who Went to Heaven, (Illustrationen von Lynd Ward), 1931
- The Littlest House, (Illustrationen von Marguerite Davis), 1940
- Indian Mound Farm, (Illustrationen von Fermin Rocker), 1943, 1944, 1969
- Trudy and the Tree House, (Illustrationen von Marguerite Davis), 1944
- Bess and the Sphinx, (Illustrationen von Bernice Loewenstein), 1948
- The Peddlar's Cart, (Illustrationen von Zhenya Gay), 1956
- The Dog from Nowhere, (Illustrationen von Don Sibley), 1958
- Marra's World, (Illustrationen von Krystyna Turska), 1975